# Mura, Brescia
Mura (Müra trong tiếng Brescia) là một đô thị thuộc tỉnh Brescia trong vùng Lombardia ở Ý. Đô thị này có diện tích 12 km², dân số năm 2001 là 780 người. 

## Biến động dân số
| 1861 | 1871 | 1881 | 1891 | 1901 | 1921 | 1931 |
| ---- | ---- | ---- | ---- | ---- | ---- | ---- |
| 740  | 776  | 720  | 790  | 755  | 730  | 797  |

| 1936 | 1951 | 1961 | 1971 | 1981 | 1991 | 2001 |
| ---- | ---- | ---- | ---- | ---- | ---- | ---- |
| 843  | 899  | 809  | 782  | 737  | 702  | 780  |

Đô thị này giáp với các đô thị sau: Casto, Pertica Alta, Vestone